# Josep Baró i Blanxart
Josep Baró i Blanxart, vescomte de Canet de Mar i marquès de Santa Rita, (Canet de Mar, Maresme, 1798 — l'Havana, 1878) fou un navilier i industrial català establert a Matanzas, Cuba.
Obtingué grans beneficis en el tràfic d'esclaus, que destinà com a inversions al sector industrial i naval. Se'l coneix principalment per haver establert la primera línia regular de vaixells entre Cuba i la península Ibèrica, i ser propietari de diversos ginys sucrers. L'adquisició de bona part del patrimoni de l'antiga oligarquia criolla s'entén a través de l'embargament de terres que avalaven préstecs concedits pels comerciants a plantadors que no el podien tornar. En l'àmbit polític, l'any 1845 fou regidor de Matanzas. També finançà les obres de construcció del Santuari de la Mare de Déu de la Misericòrdia de Canet de Mar. L'any 1861 obtingué la comandaria de l'orde de Carles III i l'any 1875, com a premi als seus esforços de defensa de la monarquia espanyola, fou investit vescomte de Canet de Mar i marquès de Santa Rita.